# CipSoft
Cipsoft GmbH é uma empresa alemã desenvolvedora de jogos online, fundada em 1997, sob o nome de Cip Productions pelos alemães Stephan Börzsönyi, Guido Lübke, Ulrich Schlott e Stephan Vogler, em Ratisbona na Alemanha.
A Cipsoft é a criadora do jogo MMORPG Tibia e do jogo Tibia: Land of Heroes (que em Português significa Tibia: Terra de Heróis) também conhecido como TibiaME, é a versão móvel do Tibia.

## Companhia
A companhia foi fundada por Stephan Börzsönyi, Guido Lübke, Ulrich Schlott e Stephan Vogler em 2001, contudo, o desenvolvimento de seu primeiro projeto, Tibia, começou como um projeto estudantil sob a marca de Cip Productions. Graças a essa experiência, a grande base de fãs e um desenvolvimento sistemático, a companhia se tornou independente e lucrativa desde a sua fundação.
Devido ao enorme sucesso de Tibia, os quatro ex-alunos decidiram fundar sua própria empresa. O ano de 2001 foi o ano da fundação da CipSoft GmbH em Ratisbona, Alemanha. Desde então, os desenvolvedores de software, Börzsönyi Stephan, Guido Lübke, Ulrich Schlott e Stephan Vogler, foram os orgulhosos proprietários e diretores executivos de uma empresa jovem e dinâmica, que não parou de crescer até hoje, 2023. Com 66 funcionários a empresa teve, em 2011, um faturamento anual de quase 8 milhões de euros.

## Origem do nome
Cip é a sigla da expressão alemã Computer Investitions Projekt, a qual traduzida significa Programa de investimento em Computadores, que é um projeto de universidades onde eles investem em salas de computadores para os seus alunos. Foi em uma dessas salas que o projeto de Tibia nasceu, e por isso a razão do nome do grupo de Cip Productions e, mais adiante, CipSoft.

## Produtos

### Tibia
Ver artigo principal: Tibia
Tibia foi criado em 1997 como resultado de um projeto estudantil que eventualmente se tornou um grande MMORPG. A base do jogo em si é similar a de outros do gênero, porém possui gráficos básicos para os padrões atuais. O jogo começou com apenas um servidor (hoje conhecido pelo nome Antica), mas atualmente possui 79, cada um comportando no máximo cerca de 950 jogadores online (situação em dezembro de 2006).
O jogo é baseado em um ambiente medieval onde criaturas míticas, como dragões, vagueiam pela terra. Os jogadores podem escolher entre quatro diferentes vocações, assim eles podem conduzir as suas aventuras de diferentes formas.
O jogo em si é atualizado duas vezes por ano, por volta do meio e do final do ano, quando mudanças consideráveis são adicionadas; normalmente a atualização do meio do ano adiciona novas áreas ao jogo, enquanto que a do final é mais sobre mudanças na jogabilidade. Ambas as atualizações apresentam implementos nos gráficos.
Até o momento, o recorde de jogadores online ao mesmo tempo é de 64028 em 28 de novembro de 2007.

### Tibia: Land of Heroes
Também conhecido como TibiaME (Tibia Micro Edition), começou a ser desenvolvido em Janeiro de 2002 pela CipSoft, que entrou assim no ramo de jogos para dispositivos móveis. Ela adaptou, para os telefones celulares com Java e Symbian OS, a ideia de sucesso de RPG's online. Tibia: Land of Heroes é o primeiro MMORPG para celulares. Depois da apresentação do jogo na feira CeBIT de 2003 em Hanôver, o jogo foi lançado em maio de 2003.
O estilo do jogo é o de jogos de RPG de combate clássicos, como DikuMUD e EverQuest. No início no jogo, os jogadores podem escolher entre duas categorias: Warrior (guerreiro) ou Wizard (bruxo).
A tela principal do jogo é uma vista superior em duas dimensões do ambiente onde o personagem se encontra. Os gráficos (pessoas, monstros, itens, objetos, etc...) são todos bidimensionais. Os jogadores podem realizar tarefas comuns de jogos do gênero como, por exemplo, usar itens mágicos, combater inimigos, comprar e vender itens, etc.
O combate de jogador contra jogador(PVP) é desativado por padrão para minimizar os conflitos entre os jogadores, porém há arenas de combate onde eles podem se enfrentar, se quiserem.

### Fiction Fighters
Fiction Fighters foi um projeto de jogo comic interativo em 3D, onde os jogadores entravam em um universo paralelo de quadrinhos. Por continuamente a desenvolver suas habilidades de caráter, os jogadores podem dominar quests cada vez mais difíceis. Os jogadores atuavam e interagiam apenas nas histórias em quadrinhos. Foi lançado em uma versão beta em agosto de 2011, mas logo foi descontinuado pelo empresa, em 24 de agosto de 2011.